# Constitution égyptienne de 1956
Pour les articles homonymes, voir Constitution de l'Égypte.
Constitution égyptienne de 1923 Constitution de la République arabe unie
La Constitution de la République d'Égypte ou Constitution égyptienne de 1956 est la loi fondamentale de l'Égypte de 1956 à 1958.

## Pages connexes
- Constitution égyptienne de 1971